# Риу-ди-Лоба
Ри́у-ди-Ло́ба (порт. Rio de Loba) — район (фрегезия) в Португалии, входит в округ Визеу. Является составной частью муниципалитета  Визеу. По старому административному делению входил в провинцию Бейра-Алта. Входит в экономико-статистический  субрегион Дан-Лафойнш, который входит в Центральный регион. Население составляет 8407 человек на 2001 год. Занимает площадь 15,74 км².